# Leny Escudero
Leny Escudero (Espinal, Navarra; 5 de noviembre de 1932 - Giverny, Francia; 9 de octubre de 2015) fue un cantautor y actor francés de origen español, nacido Joaquín Leni Escudero, hijo de exiliados de la Guerra Civil de España.

## Trayectoria artística
Su padre (de origen gitano) y su madre (de origen marrano), son republicanos españoles, en 1939 dejaron su país asolado por la guerra civil española y se refugiaron en Francia, en Mayenne, sin buscar la nacionalidad francesa, porque creen que su exilio es temporal. Durante este cruce de la Frontera entre España y Francia, Leny deja accidentalmente a sus padres y se encuentra en uno de los camiones de la Cruz Roja Francesa, que lleva a los niños perdidos en campamentos de reagrupamiento para reconstituir las familias y otorgar a cada uno un certificado de nacionalidad, pero Leny salta del camión y permanece escondido en la naturaleza durante varios días, sin saber que ya está en Francia, como relata el documental de Mariette Monpierre y Éric Basset (2004). Al regresar con su familia, asistió a la escuela municipal de niños de Mayenne-Ouest. Pasó su juventud en Mayenne, donde se casó, luego partió hacia París, donde se instaló en el distrito de Belleville. Se gana la vida modestamente gracias a oficios varios.
Su carrera como cantante comenzó en 1957. Vivió en Perpiñán en los años 1960 y se instaló cerca de la avenida de la Côte-Vermeille, cerca del barrio de Saint-Gaudérique, donde sus hijos iban a la escuela. En 1962, lanzó su primer disco con el sello Bel Air (Ballade à Sylvie, Pour une amourette…). En 1965 prefiere dejar de lado su carrera para viajar por el mundo: América del Sur, Medio Oriente, Estados Unidos, URSS, África. En Dahomey, construyó una escuela permanente en medio del monte. Regresó a Francia en 1970 y volvió a componer. La Academia Charles-Cros premió su disco Escudero 71 con el Gran Premio del disco de la canción francesa.
A partir de la década de 1970, volvió a los escenarios. Poeta-trovador, su repertorio comprometido, teñido de nostalgia y ternura, representa a la canción de autor. Cantautor, sus textos tratan temas a menudo serios, como la guerra civil (álbum Vivre pour des idées, 1973), las dictaduras y el maltrato a los habitantes de nuestro planeta. (álbum La Planète des fous, 1977), o incluso al paso del tiempo. De pensamiento comunista, a lo largo de su carrera compuso varias canciones comprometidas como Vivre pour des idées o Je t'attends à Charonne

Se instaló en Giverny, cerca de Vernon (Eure). Padre de tres hijos, Christine, Julian y Stefany. Julián participa en todos los conciertos de su padre y compone la música de algunas de sus canciones. Dos de los nietos de Leny Escudero (de ocho), Kévin y Marvin (en el bajo y la guitarra), acompañaron posteriormente a su abuelo en el escenario. Hizo algunas apariciones en películas y series de TV, y participó en algunas bandas sonoras de películas. En 2006, participó en la primera temporada de la gira Age Tender, the Tour of Idols 2007-2008 y dio un recital en el nuevo Olympia.

## Discografía
- Escudéro sur scène
- La grande farce
- Vivre pour des idées
- Escudéro 71
- Dérivés
- La planéte des fous
- Le voyage
- Chate la liberté
- Une vie...
- Je veux toujours rester petite
- Le tiers amour

### Actor

#### Televisión
- 1962 : Passe-temps, emisión televisada de François Chatel
- 1964 : Amigos del martes (27 de abril de 1964), serie de Arthur Kaps
- 1967 : Valmy, telefilm de Jean Chérasse y Abel Gance : bataille et naissance de la République
- |1973 : Babeau, téléfilm de Philipe Bordier : Le Père Noël
- 1974 : Les femmes aussi ont perdu la guerre, telefilm de Roger Kahane: André
- 1979 : '[Charles Clément, canut de Lyon (escrito por Jean-Dominique de la Rochefoucauld), telefilm de Roger Kahane: le chanteur
- 1998: Docteur Sylvestre (episodio Zone dangereuse), serie de Jean-Pierre Vergne : Jacky Mangin
- 2002: Louis la Brocante (episodio Louis et les Gitans), serie Michel Favart : Pablo Cuelvez (rol chef de camp)

#### Cine
- 1980 : La Femme flic, de Yves Boisset : Diego Cortez
- 1989 : Rouget le braconnier, de Gilles Cousin : le Marianniste
- 1990 : Le Dénommé, de Jean-Claude Dague : Rispal